# Zatoka Taganroska
Zatoka Taganroska, (ros. Таганрогский залив, Taganrogskij zaliw | ukr. Таганрозька затока, Tahanroźka zatoka) – największa zatoka Morza Azowskiego, znajduje się u wybrzeży Rosji i Ukrainy. Wcina się głęboko na 140 km w głąb lądu, wejście do zatoki jest szerokie na 31 km, głębokość maksymalna do 5 m. Do zatoki uchodzą rzeki Don, Kalmius, Mius, Jeja. Największe miasta portowe: Taganrog, Mariupol, Jejsk.
W 1960 roku podwodna wyprawa Instytutu Archeologii Radzieckiej Akademii Nauk odkryła na dnie zatoki pozostałości starożytnej osady greckiej.